# Marina Bassols Ribera
| jaar | rang enkelspel | rang dubbelspel |
| ---- | -------------- | --------------- |
| 2016 | 1253           | –               |
| 2017 | 558            | 875             |
| 2018 | 383            | 368             |
| 2019 | 363            | 260             |
| 2020 | 370            | 232             |
| 2021 | 292            | 263             |
| 2022 | 159            | 250             |
| 2023 | 110            | 381             |

Dit is een Spaanse naam; Bassols is de vadernaam en Ribera is de moedernaam.
Marina Bassols Ribera (Blanes, 13 december 1999) is een tennisspeelster uit Spanje. Bassols Ribera begon met tennis toen zij zeven jaar oud was. Zij speelt rechtshandig en heeft een tweehandige backhand. Zij is actief in het internationale tennis sinds 2015.

## Loopbaan

### Enkelspel
Bassols Ribera debuteerde in 2015 op het ITF-toernooi van Segovia (Spanje) – zij bereikte er de kwartfinale. Zij stond in 2017 voor het eerst in een finale, op het ITF-toernooi van Melilla (Spanje) – zij verloor van landgenote Eva Guerrero Álvarez. In 2018 veroverde Bassols Ribera haar eerste titel, op het ITF-toernooi van Manacor (Spanje), door Russin Marta Paigina te verslaan. Tot op heden(februari 2024) won zij acht ITF-titels, de meest recente in 2022 in Valencia (Spanje).
In 2021 kwalificeerde Bassols Ribera zich voor het eerst voor een WTA-hoofdtoernooi, op het toernooi van Palermo. Zij stond in 2023 voor het eerst in een WTA-finale, op het toernooi van Valencia – zij verloor van de Egyptische Mayar Sherif. Later dat jaar veroverde Bassols Ribera haar eerste WTA-titel, op het toernooi van Ljubljana, door de Turkse Zeynep Sönmez te verslaan. Tot op heden(februari 2024) won zij twee WTA-titels, de andere in 2023 in Andorra.
Haar hoogste notering op de WTA-ranglijst is de 105e plaats, die zij bereikte in februari 2024.

### Dubbelspel
Bassols Ribera was in het dubbelspel minder actief dan in het enkelspel. Zij debuteerde in 2016 op het ITF-toernooi van Bol (Kroatië), samen met landgenote Júlia Payola. Zij stond in 2017 voor het eerst in een finale, op het ITF-toernooi van Madrid (Spanje), weer met Payola – zij verloren van het Britse duo Alicia Barnett en Olivia Nicholls. In 2018 veroverde Bassols Ribera haar eerste titel, op het ITF-toernooi van Don Benito (Spanje), samen met de Duitse Irina Cantos Siemers, door het Spaanse duo Noelia Bouzó Zanotti en Ángela Fita Boluda te verslaan. Tot op heden(februari 2024) won zij zeven ITF-titels, de meest recente in 2022 in Tossa de Mar (Spanje).
In 2021 speelde Bassols Ribera voor het eerst op een WTA-hoofdtoernooi, op het toernooi van Palermo, samen met de Griekse Despina Papamichail. Zij stond later dat jaar voor het eerst in een WTA-finale, op het toernooi van Montevideo, samen met de Braziliaanse Carolina Alves – zij verloren van het koppel Irina Maria Bara en Ekaterine Gorgodze.
Haar hoogste notering op de WTA-ranglijst is de 194e plaats, die zij bereikte in augustus 2022.

## Palmares
| Legenda                 |
| ----------------------- |
| Grandslamtoernooi       |
| Olympische Spelen       |
| Year-End Championships  |
| Premier Mandatory       |
| Premier Five / WTA 1000 |
| Premier / WTA 500       |
| International / WTA 250 |
| Challenger / WTA 125    |

### WTA-finaleplaatsen enkelspel
| nr.              | finale     | toernooi      | ondergrond    | tegenstandster  | score    |         |
| ---------------- | ---------- | ------------- | ------------- | --------------- | -------- | ------- |
| gewonnen finales |            |               |               |                 |          |         |
| 1.               | 2023-09-17 | WTA Ljubljana | gravel        | Zeynep Sönmez   | 6-0, 7-6 | details |
| 2.               | 2023-12-03 | WTA Andorra   | hardcourt (i) | Erika Andrejeva | 7-5, 7-6 | details |
| verloren finales |            |               |               |                 |          |         |
| 1.               | 2023-06-18 | WTA Valencia  | gravel        | Mayar Sherif    | 3-6, 3-6 | details |

### WTA-finaleplaatsen vrouwendubbelspel
| nr.              | finale     | toernooi       | ondergrond | partner        | tegenstandsters                     | score    |         |
| ---------------- | ---------- | -------------- | ---------- | -------------- | ----------------------------------- | -------- | ------- |
| gewonnen finales |            |                |            |                |                                     |          |         |
| geen             |            |                |            |                |                                     |          |         |
| verloren finales |            |                |            |                |                                     |          |         |
| 1.               | 2021-11-20 | WTA Montevideo | gravel     | Carolina Alves | Irina Maria Bara Ekaterine Gorgodze | 4-6, 3-6 | details |

### Gewonnen ITF-toernooien enkelspel
| nr. | finale     | toernooi      | dotatie  | ondergrond | tegenstandster in finale | score         |
| --- | ---------- | ------------- | -------- | ---------- | ------------------------ | ------------- |
| 1.  | 2018-02-11 | Manacor       | $ 15.000 | gravel     | Marta Paigina            | 6-1, 6-4      |
| 2.  | 2018-08-26 | Rotterdam     | $ 15.000 | gravel     | Svjatlana Pirazjenka     | 7-5, 6-2      |
| 3.  | 2018-09-02 | Haren         | $ 15.000 | gravel     | Lara Salden              | 6-2, 7-6      |
| 4.  | 2019-02-03 | Manacor       | $ 15.000 | gravel     | Ioana Loredana Roșca     | 6-3, 6-4      |
| 5.  | 2021-03-14 | Manacor       | $ 15.000 | hardcourt  | Camilla Rosatello        | 7-5, 6-2      |
| 6.  | 2022-06-19 | Madrid        | $ 60.000 | hardcourt  | Alexandra Eala           | 6-4, 7-5      |
| 7.  | 2022-07-03 | Palma del Río | $ 25.000 | hardcourt  | Jessika Ponchet          | 5-7, 6-4, 6-3 |
| 8.  | 2022-11-27 | Valencia      | $ 80.000 | gravel     | Ylena In-Albon           | 6-4, 6-0      |